# إساشي
إساشي هي بلدية في اليابان، وبلدة في اليابان، تقع في مقاطعة هياما، هي عاصمة Hiyama Subprefecture ‏، بلغ عدد سكانها 7,807 نسمة وذلك حسب إحصائيات سنة 2018، تبلغ مساحتها 109.53 كيلومتر مربع.

## المناخ
يظهر الجدول التالي التغييرات المناخية على مدار السنة لإساشي:
| البيانات المناخية لـإساشي         | البيانات المناخية لـإساشي | البيانات المناخية لـإساشي | البيانات المناخية لـإساشي | البيانات المناخية لـإساشي | البيانات المناخية لـإساشي | البيانات المناخية لـإساشي | البيانات المناخية لـإساشي | البيانات المناخية لـإساشي | البيانات المناخية لـإساشي | البيانات المناخية لـإساشي | البيانات المناخية لـإساشي | البيانات المناخية لـإساشي | البيانات المناخية لـإساشي |
| الشهر                             | يناير                     | فبراير                    | مارس                      | أبريل                     | مايو                      | يونيو                     | يوليو                     | أغسطس                     | سبتمبر                    | أكتوبر                    | نوفمبر                    | ديسمبر                    | المعدل السنوي             |
| --------------------------------- | ------------------------- | ------------------------- | ------------------------- | ------------------------- | ------------------------- | ------------------------- | ------------------------- | ------------------------- | ------------------------- | ------------------------- | ------------------------- | ------------------------- | ------------------------- |
| متوسط درجة الحرارة الكبرى °م (°ف) | 1.0 (33.8)                | 1.2 (34.2)                | 4.7 (40.5)                | 10.5 (50.9)               | 14.9 (58.8)               | 18.9 (66.0)               | 22.9 (73.2)               | 25.9 (78.6)               | 22.1 (71.8)               | 16.2 (61.2)               | 9.7 (49.5)                | 4.0 (39.2)                | 12.7 (54.8)               |
| المتوسط اليومي °م (°ف)            | −1.4 (29.5)               | −1.3 (29.7)               | 1.9 (35.4)                | 7.1 (44.8)                | 11.4 (52.5)               | 15.5 (59.9)               | 19.8 (67.6)               | 22.3 (72.1)               | 18.6 (65.5)               | 12.8 (55.0)               | 6.7 (44.1)                | 1.4 (34.5)                | 9.6 (49.2)                |
| متوسط درجة الحرارة الصغرى °م (°ف) | −3.9 (25.0)               | −3.9 (25.0)               | −0.9 (30.4)               | 3.7 (38.7)                | 8.2 (46.8)                | 12.5 (54.5)               | 17.1 (62.8)               | 19.5 (67.1)               | 15.2 (59.4)               | 9.2 (48.6)                | 3.6 (38.5)                | −1.2 (29.8)               | 6.6 (43.9)                |
| الهطول مم (إنش)                   | 98.4 (3.87)               | 68.7 (2.70)               | 65.3 (2.57)               | 83.3 (3.28)               | 81.2 (3.20)               | 79.5 (3.13)               | 130.9 (5.15)              | 141.7 (5.58)              | 149.4 (5.88)              | 103.5 (4.07)              | 107.8 (4.24)              | 99.2 (3.91)               | 1٬208٫9 (47.58)           |
| متوسط تساقط الثلوج سم (إنش)       | 57 (22)                   | 40 (16)                   | 19 (7.5)                  | 1 (0.4)                   | 0 (0)                     | 0 (0)                     | 0 (0)                     | 0 (0)                     | 0 (0)                     | 0 (0)                     | 6 (2.4)                   | 30 (12)                   | 153 (60.3)                |
| متوسط الرطوبة النسبية (%)         | 71                        | 69                        | 68                        | 72                        | 78                        | 82                        | 84                        | 81                        | 74                        | 69                        | 68                        | 70                        | 74                        |
| ساعات سطوع الشمس الشهرية          | 37.2                      | 60.2                      | 130.9                     | 173.0                     | 181.1                     | 163.1                     | 149.3                     | 165.4                     | 166.8                     | 147.8                     | 69.1                      | 34.4                      | 1٬478٫3                   |
| المصدر: NOAA (1961-1990)          |                           |                           |                           |                           |                           |                           |                           |                           |                           |                           |                           |                           |                           |